# Marina Berti
Marina Berti  (n. 29 septembrie 1924, Londra, Anglia, Regatul Unit – d. 29 octombrie 2002, Roma, Italia) a fost o actriță italiană. S-a nascut la Londra din tată italian și mama englezoaică.
Printre cele mai cunoscute filme ale sale se numără Quo Vadis?, Ben-Hur, Cleopatra, Dacă e marți, e Belgia și Amen..

## Biografie
Fiica unui imigrant italian în Anglia a ajuns în țara de origine a tatălui ei la sfârșitul anilor 1930; mai întâi la Florența, unde a lucrat ca recitator la radio și actriță de teatru. După ce s-a mutat la Roma, Berti a apărut în aproape 100 de filme, în principal filme monumentale și istorice. Actrița cu părul frumos, brun, fotogenică, uneori absentă și melancolică și-a făcut debutul în 1941 în filmul La Fuggitiva, de Piero Ballerini. În anul 1943, a făcut o impresie de durată cu Giacomo l'idealista de Alberto Lattuada. A urmat o carieră lungă până la moartea ei, timp în care a reușit să se mențină în roluri adecvate vârstei sale. A jucat în toate producțiile soțului său, actorul și regizorul Claudio Gora, cu care a avut trei copii, printre care actorii Andrea și Carlo. 
Marina Berti a murit de cancer în 2002. Ultimul ei rol de film a fost cel al principesei în filmul lui Constantin Costa-Gavras Amen..

## Filmografie selectivă

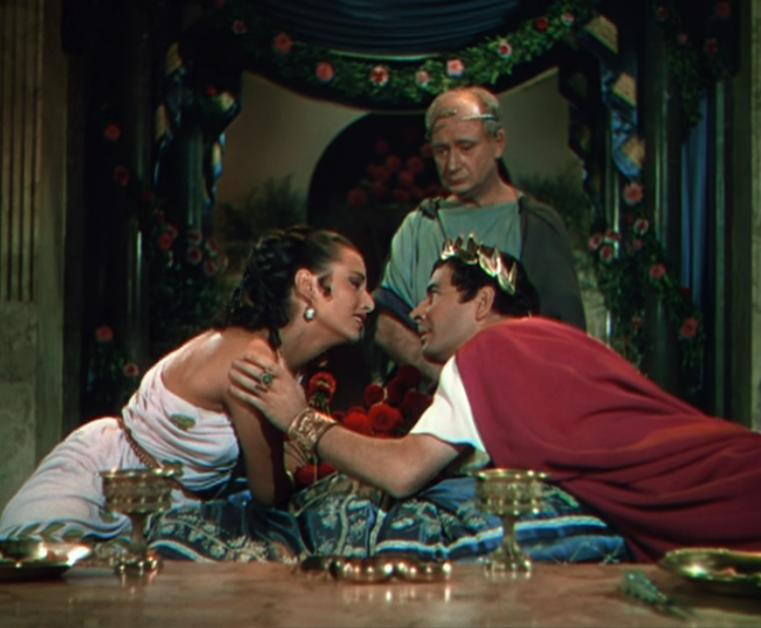
Marina Berti cu Andrea Checchi într-o scenă din filmul Quo vadis? (1951)

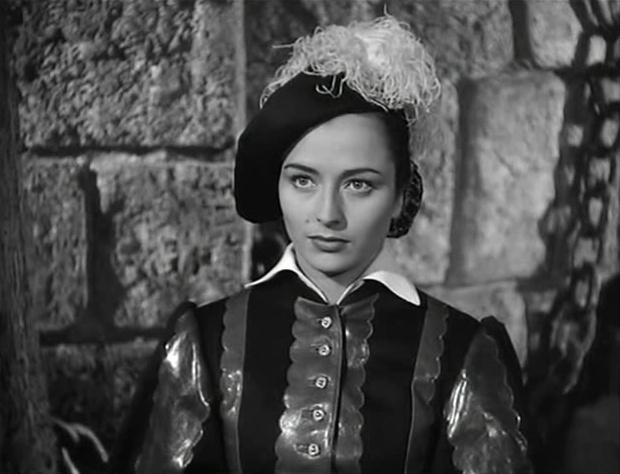
Marina Berti în filmul Il capitano nero (1951)

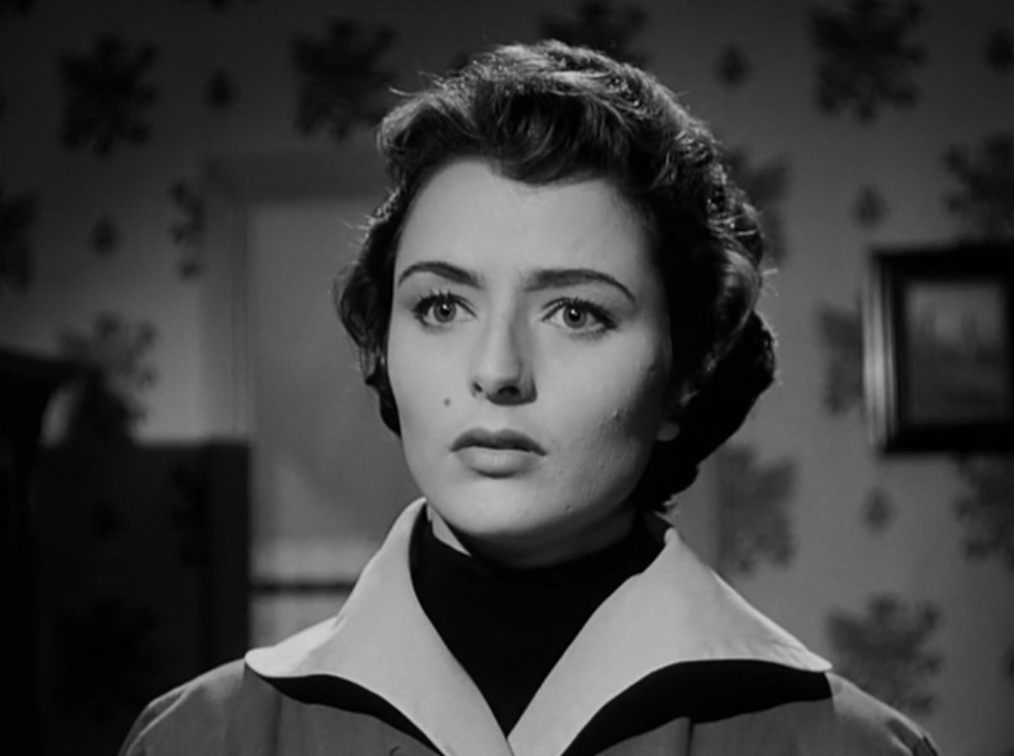
Marina Berti în filmul Ai margini della metropoli (1953)

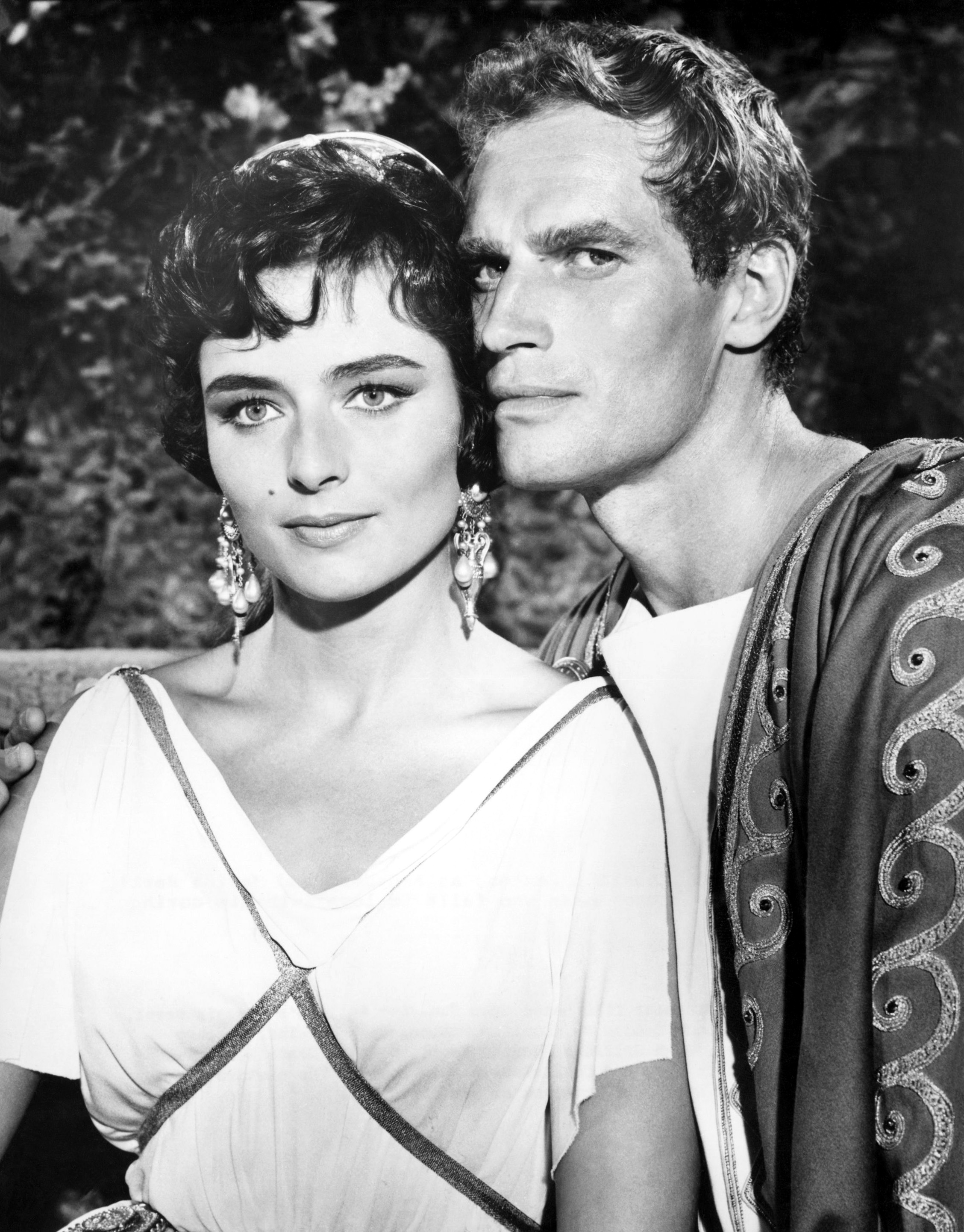
Cu Charlton Heston în Ben-Hur (1959)

- 1941 La fuggitiva, regia Piero Ballerini
- 1942 Divieto di sosta, regia Marcello Albani
- 1943 Giacomo l'idealista, regia Alberto Lattuada
- 1943 La primadonna, regia Ivo Perilli
- 1943 La valle del diavolo, regia Mario Mattoli
- 1943 La storia di una capinera, regia Gennaro Righelli
- 1944 La donna della montagna, regia Renato Castellani
- 1944 La porta del cielo, regia Vittorio De Sica
- 1945 I dieci comandamenti, regia Giorgio Walter Chili
- 1945 Il testimone, regia Pietro Germi
- 1946 Il fantasma della morte, regia Giuseppe Guarino
- 1946 Preludio d'amore, regia Giovanni Paolucci
- 1946 Notte di tempesta, regia Gianni Franciolini
- 1947 Sinfonia fatale, regia Victor Stoloff
- 1948 Il grido della terra, regia Duilio Coletti
- 1949 Il principe delle volpi (Prince of Foxes), regia Henry King
- 1949 Vespro siciliano, regia Giorgio Pàstina
- 1950 Il cielo è rosso, regia Claudio Gora
- 1951 Il capitano nero, regia Giorgio Ansoldi
- 1951 Il sentiero dell'odio, regia Sergio Grieco
- 1951 Quo Vadis?, regia Mervyn LeRoy
- 1951 Il deportato (Deported), regia Robert Siodmak
- 1951 Operazione mitra, regia Giorgio Cristallini
- 1951 Marmittoni al fronte (Up Front), regia Alexander Hall
- 1952 La regina di Saba, regia Pietro Francisci
- 1952 Carne inquieta, regia di Silvestro Prestifilippo
- 1952 La colpa di una madre, regia Carlo Duse
- 1952 Amore rosso - Marianna Sirca, regia Aldo Vergano
- 1953 Febbre di vivere, regia Claudio Gora
- 1954 Il letto del re (Abdulla the Great), regia Gregory Ratoff
- 1954 Ai margini della metropoli, regia di Carlo Lizzani
- 1954 Casta Diva, regia Carmine Gallone
- 1955 I cavalieri della regina, regia Mauro Bolognini
- 1955 Faccia da mascalzone, regia Raffaele Andreassi
- 1956 Il canto dell'emigrante, regia Andrea Forzano
- 1956 Maria Antonietta regina di Francia (Marie-Antoinette reine de France), regia Jean Delannoy
- 1956 Il cavaliere dalla spada nera, regia László Kish
- 1958 Le avventure di Roby e Buck, regia Gennaro De Dominicis
- 1959 Ben-Hur, regia William Wyler
- 1960 Un eroe del nostro tempo, regia Sergio Capogna
- 1961 Madame Sans-Gêne, regia Christian-Jaque
- 1962 Jessica, regia Jean Negulesco
- 1962 La congiura dei dieci, regia Baccio Bandini
- 1962 Il tiranno di Siracusa, regia Alberto Cardone
- 1963 Cleopatra, regia Joseph L. Mankiewicz
- 1964 Le conseguenze, regia Sergio Capogna
- 1964 Domnul (Monsieur), regia Jean-Paul Le Chanois
- 1965 Made in Italy, regia Nanni Loy
- 1967 Un uomo, un cavallo, una pistola, regia Luigi Vanzi
- 1967 Un angelo per Satana, regia Camillo Mastrocinque
- 1967 Qualcuno ha tradito, regia Franco Prosperi
- 1968 Temptation, regia Lamberto Benvenuti
- 1968 Odiseea, regia Franco Rossi - ca Arete
- 1969 Dacă e marți, e Belgia (If It's Tuesday, This Must Be Belgium), regia Mel Stuart
- 1969 L'odio è il mio Dio, regia Claudio Gora
- 1969 Strada senza uscita, regia Gaetano Palmieri
- 1970 Il caso "Venere privata" (Cran d'arrêt), regia Yves Boisset
- 1970 La Califfa, regia Alberto Bevilacqua
- 1971 Tre nel Mille, regia Franco Indovina
- 1973 Buona parte di Paolina, regia Nello Rossati
- 1974 Pianeta Venere, regia Elda Tattoli
- 1974 La polizia chiede aiuto, regia Massimo Dallamano
- 1975 Divina creatura, regia Giuseppe Patroni Griffi
- 1975 L'ultimo treno della notte, regia Aldo Lado
- 1976 Il garofano rosso, regia Luigi Faccini
- 1977 Una spirale di nebbia, regia Eriprando Visconti
- 1985 Il pentito, regia Pasquale Squitieri
- 1986 L'ultima mazurka, regia Gianfranco Bettettini
- 1987 La posta in gioco, regia Sergio Nasca
- 1991 Ostinato destino, regia Gianfranco Albano[4]
- 1992 Dall'altra parte del mondo, regia Arnaldo Catinari
- 2002 Amen., regia Costa-Gavras[5]